# Assunção dos Anjos

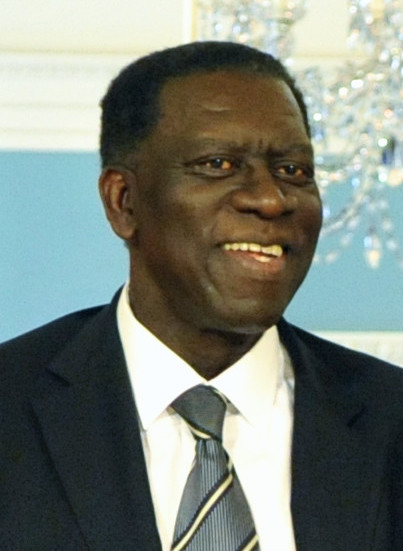
Assunção dos Anjos (2009)

Assunção Afonso dos Anjos (* 13. Februar 1946 in Luanda; † 12. Dezember 2022 in Madrid) war ein angolanischer Diplomat und Politiker.

## Biografie
Dos Anjos absolvierte ein Studium der Rechtswissenschaften an den Universitäten Coimbra und Lissabon.
Nach seinem Eintritt in den diplomatischen Dienst wurde er 1975 Direktor der Abteilung für Afrika und den Mittleren Osten im Außenministerium. Nach einer Tätigkeit als Direktor des Büros des Stellvertretenden Premierministers José Eduardo dos Santos von 1978 bis 1979 sowie einer gleichzeitigen weiteren kurzen Tätigkeit als Direktor des Büros des Planungsministers wurde er 1979 Leiter des Büros von José Eduardo dos Santos, als dieser 1979 Nachfolger von Agostinho Neto als Präsident von Angola wurde.
Nach 14 Jahren in diesem Amt kehrte er 1993 in den diplomatischen Dienst zurück und wurde bis 2000 Botschafter in Spanien. Nachdem er dann Botschafter in Frankreich war, folgte 2002 seine Ernennung zum Botschafter in Portugal.
Am 1. Oktober 2008 wurde er zum Nachfolger des langjährigen Außenministers João Bernardo de Miranda ernannt. Dos Anjos war außerdem Mitglied des Zentralkomitees der Movimento Popular de Libertação de Angola (MPLA). 2010 wurde er als Außenminister von George Chicoti abgelöst. Er selbst wurde anschließend zum Berater des Staatspräsidenten ernannt.